# Лев I (папа римский)
Лев I Великий (лат. Leo PP. I), (390 — 10 ноября 461) — епископ Рима (папа римский) с 29 сентября 440 года по 10 ноября 461 года. Первый папа римский, получивший титул «великий»; известен своей встречей с Аттилой и Томосом к Флавиану, ставшим основой Халкидонского собора. Во время понтификата Льва I за его должностью закрепилось название «папа римский».

## Биография
О жизни Льва до начала церковной карьеры практически ничего не известно. Согласно Liber Pontificalis, его отцом был некий тосканец по имени Квинциниан (лат. Quintianus). Другая, менее надёжная традиция, называет родиной Льва город Вольтерра. Собственные слова Льва и слова его секретаря Проспера Аквитанского, называвшего Рим родиной (patria) папы следует относить, видимо, к месту его деятельности. Столь же мало можно сказать о его образовании. Стиль прозы Льва указывает на наличие некоторого, не блестящего, образования. В отличие от Августина и Великих каппадокийцев, труды Льва не содержат цитат из языческих латинских авторов. Вероятно, греческим языком он не владел.
Впервые Лев упоминается в послании 191 Августина как аколит Римской церкви, привезший епископу Аврелию Карфагенскому в 418 году послание будущего папы Сикста III против Пелагия. При папе Целестине I (422—432) стал архидиаконом, старшим из семи диаконов. Вероятно, в его ведении находились финансовые вопросы, распределение милостыни и взаимодействие с императорским двором. Лев также участвовал в разрешении религиозных споров, и по его указанию Иоанн Кассиан написал направленный против Нестория трактат о воплощении. Влияние Льва на церковную жизнь в тот период признавал Кирилл Александрийский, призывавший в своём письме 431 года вмешаться в деятельность Ювеналия Иерусалимского и предотвратить образование в Иерусалиме патриархата. В 439 году убедил папу Сикста III (432—440) отказать стороннику пелагианства Юлиану Экланскому в примирении с Церковью без покаяния. По просьбе императора Валентиниана III был отправлен весной 440 года в Галлию для примирения magister militum Флавия Аэция с префектом Альбином. Суть спора между ними не вполне понятна, вероятно, она касалась распределения налогов. Согласно Просперу Аквитанскому, Лев преуспел в своей миссии, и дружба между враждующими партиями была восстановлена. По мнению С. Вессель, успех дипломатии Льва был обусловлен скорее не его положением в церковной иерархии, а связями с италийской аристократией. 19 августа 440 года папа Сикст скончался, и в отсутствие Льва народ избрал его новым епископом. По возвращении 29 сентября 440 года принял посвящение и в первой своей проповеди поблагодарил народ и духовенство за доверие.
В качестве папы Лев продолжил борьбу с пелагианством, определив правила возвращения к церкви впавшего в ересь духовенства Аквилеи. В 444 году под его председательством был проведён суд над манихеями, появившимися в Риме после захвата Карфагена Гейзерихом в 439 году. Потоки беженцев из Африки (Карфаген и Нумидия были захвачены вандалами) захлестнули Рим. Папа разрешил беженцам селиться в Риме при условии полного отречения от ереси. Публично сожжены их писания.
В 452 году, вместе с бывшим консулом Геннадием Авиеном и бывшим префектом Тригецием, встречался с Аттилой, убедив его вернуться за Дунай. Согласно Просперу Аквитанскому, успех миссии был обусловлен потрясением, которое испытал предводитель варваров, увидевший папу во всём великолепии его священнического облачения. Согласно преданию, именно Лев дал Аттиле прозвище «бич Божий». В честь этой победы Лев отдал распоряжение — перелить статую Юпитера Капитолийского в фигуру апостола Св. Петра, которая была установлена в базилике Св. Петра в Ватикане. Рядом с базиликой Св. Петра Лев открыл два монастыря — Св. Иоанна и Св. Павла. Сам Лев не упоминал об этом дипломатическом успехе в своих проповедях но, скорее всего, описанное Проспером событие действительно имело место. Более поздние источники подтверждают, что благодаря усилиям Льва были освобождены из гуннского плена захваченные христиане, язычники и иудеи. С другой стороны, общий эффект от ухода гуннов для сохранения империи был скорее отрицательный, поскольку привёл к возвращению угрозы от прежних врагов — готов, аланов, свевов, бургундов и вандалов.

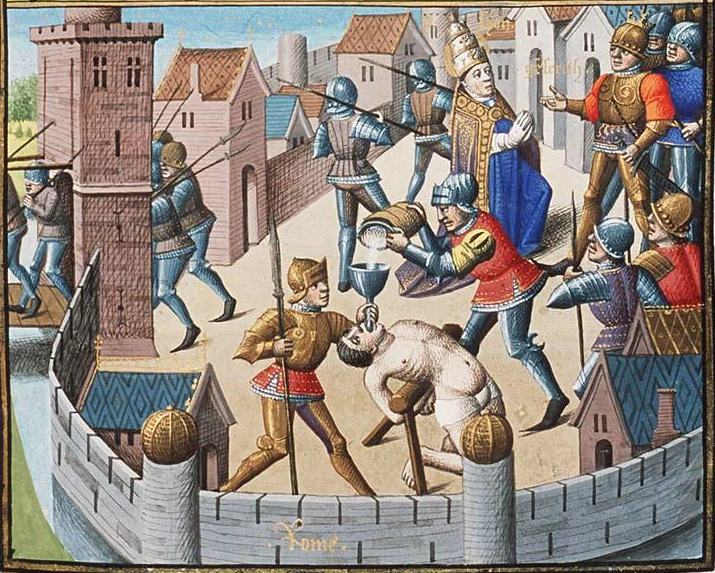
Папа Лев просит Гейзериха пощадить Рим

В ходе последовавшей за уходом гуннов борьбе за власть император Валентиниан III был убит в 455 году. Захвативший власть Петроний Максим расторгнул помолвку дочери Валентиниана с сыном короля вандалов Гейзериха. Последний воспользовался этим как поводом захватить Рим. В сложившихся обстоятельствах папа Лев остался единственным, кто мог провести переговоры с Гейзерихом и попытаться убедить его не разрушать город. Переговоры, о которых также известно из рассказа Проспера, оказались безрезультатными, и единственное, что ему удалось достичь, было спасение серебряной церковной утвари.

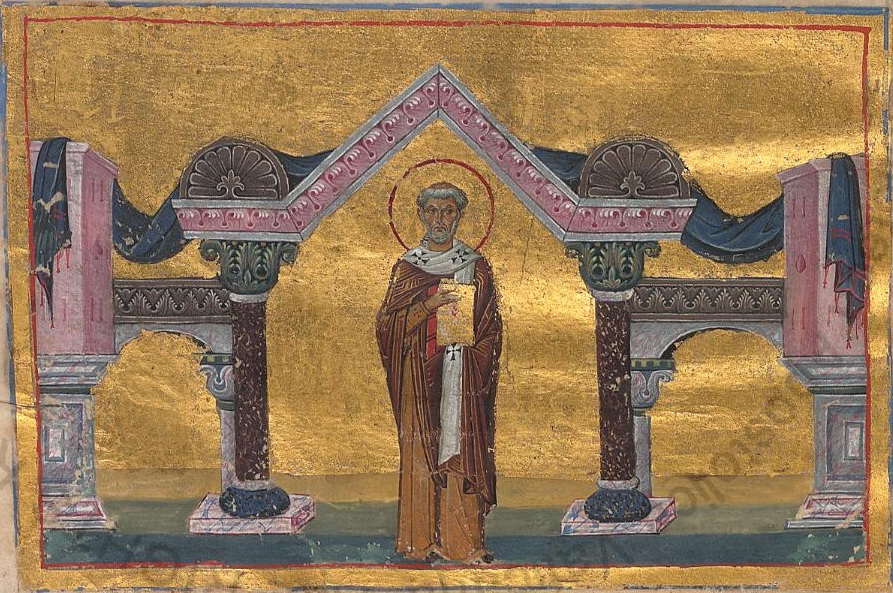
Лев I Великий, папа Римский. Константинополь. 985 г. Миниатюра. Минологий Василия II. Ватиканская библиотека. Рим

Последние годы жизни Льва I были посвящены попыткам установить согласие в восточных церквях, нарушенное Халкидонским собором (451).
Лев был первым папой, похороненным в базилике Св. Петра в Ватикане. В 688 году его останки были перезахоронены папой Сергием, затем в 1607 году перенесены в перестроенный Собор Святого Петра и, наконец, в 1715 году заняли своё нынешнее место в том же соборе под посвящённым ему алтарём.

## Лев I и идея о первенстве Рима
Лев I стал первым епископом Рима, принявшим титул Великого понтифика (Pontifex Maximus), традиционно принадлежавший сначала царю, позже верховному жрецу, а начиная с принципата — императору (пока в 382 году Грациан не отменил этот порядок).

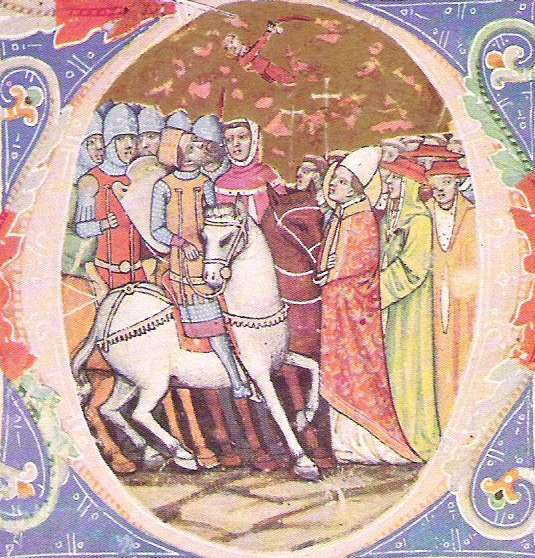
Аттила и папа Лев на средневековой миниатюре

Реализуя свою программу по управлению церковью, Лев предпринял меры по ограничению полномочий митрополитов. В 445 году он вмешался в конфликт галльских епископов с Иларием Арльским, поддержав смещённого последним Хелидония Безансонского. Пять лет спустя Лев разделил Арльскую митрополию между новыми епископствами Арля и Вьенна. Аналогичные меры, направленные на усиление роли провинциальных епископов, были предприняты в Южной Италии, Мавретании Цезарейской и Африке. В отличие от Запада, на Востоке получила распространение модель, согласно которой наивысший авторитет имеет вселенский собор, созываемый императором и принимающий решения на основе мнения большинства участников. Вопросу о верховенстве римского епископа над другими христианскими патриархами посвящена обширная переписка, которую Лев I вёл с иерархами Константинополя. Основным аргументом для признания примата Папы служило обещание Христа, данное им апостолу Петру: 

и Я говорю тебе: ты — Пётр, и на сём камне Я создам Церковь Мою, и врата ада не одолеют её; и дам тебе ключи Царства Небесного: и что свяжешь на земле, то будет связано на небесах, и что разрешишь на земле, то будет разрешено на небесах.— (Мф.16:18-19)
 Пётр, будучи, таким образом, видимым главою Церкви, поставленным самим Христом, и являясь вместе с тем первым епископом Рима, по мнению Льва I утвердил верховенство римского первосвященника над всеми остальными христианскими патриархами. Западноевропейские христиане признали это право за Львом I, а христиане Восточной римской империи оспаривали данную идею.

## Труды
Среди 46 предшественников Льва на римской кафедре ни один не приобрёл славу значительного богослова. После Льва осталось большое собрание его трудов (96 проповедей и 120 посланий). Его проповеди охватывают весь литургический цикл: 10 проповедей посвящено Рождеству, 8 Богоявлению, 12 Великому посту, 19 Страстной неделе и т. д. Как исторический источник проповеди Льва свидетельствуют о сохранении пережитков языческого культа и астрологии. Также в своих проповедях и посланиях папа осуждал манихейство (Ser. 9.4; Epist. 7), попавшее в Рим с торговцами из Египта монофизитство, пелагианство и другие ереси.
Сохранились письма Льва I. Переписывался с Евтихием и св. Флавианом Константинопольским, в послании Четвёртому Вселенскому собору принял сторону последнего. На Халкидонском соборе был зачитан «Томос к Флавиану» папы Льва Великого. Подчинил приматству Св. Петра епископов Иллирии и Галлии.

## Канонизация
Издревле почитался в православной церкви 18 февраля. В 1754 году папа Бенедикт XIV присвоил Льву I достоинство Учителя Церкви (doctor ecclesiae). Католическая Римская Церковь, до 1971 года, почитала его 11 апреля.
После день памяти отмечается 18 февраля (2 марта) в високосный год, 18 февраля (3 марта) в невисокосные годы, и 12 ноября.
Один из двух пап, наряду с Григорием I (590—604), которому дано прозвище Великий.

### Труды
- * Лев Великий. Слова на Рождество Христово. / Пер. Д. Зотова. М., 2000

### Исследования
на русском языке
- Ковальский Я. Период II. Под опекой Римской империи // Папы и Папство.
- Норвич Д. История папства / Ред. Н. И. Никитенко. — М.: АСТ, 2014. — 608 с. — (Страницы истории). — ISBN 978-5-17-080844-1.
- Ковальский Я. Период II. Под опекой Римской империи // Папы и папство. — 1991..
- Певницкий В. Ф. Святитель Лев Великий и его проповеди. — Киев, 1871. — 174 с.
- Память святого отца нашего Льва, папы Римского // Жития святых на русском языке, изложенные по руководству Четьих-Миней свт. Димитрия Ростовского : 12 кн., 2 кн. доп. — М.: Моск. Синод. тип., 1903—1916. — Т. VI: Февраль, День 18.

иноязычные
- Murphy F. X. Leo I, Pope, St. // New Catholic Encyclopedia. — 2nd ed. — 2003. — Т. 8. — P. 474—478. — ISBN 0-7876-4012-3.
- Wessel S. Leo the Great and the Spiritual Rebuilding of a Universal Rome. — BRILL, 2008. — Т. 93. — 422 p. — (Vigiliae Christianae, Supplements). — ISBN 978-90-04-17052-0.